# James Wolfensohn
James David Wolfensohn KBE, AO (1 de dezembro de 1933 – Manhattan, 25 de novembro de 2020) foi um banqueiro australiano-americano que ocupou o cargo de presidente do Banco Mundial de 1995 a 2005.
Morreu em 25 de novembro de 2020 em Manhattan, aos 86 anos, de complicações causadas por uma pneumonia.